# Jack Koumans
Jack Koumans (Oosterhout, 23 april 1966) is een Nederlands voormalig profvoetballer die zijn gehele carrière als verdediger voor NAC speelde. Nadien was hij jeugdtrainer bij VV Dongen en hoofdtrainer van VV Oosterhout en als werktuigbouwkundige werkzaam bij Kin Machinebouw.

## Clubstatistieken
| seizoen | club | competitie     | duels | goals |
| ------- | ---- | -------------- | ----- | ----- |
| 1984/85 | NAC  | Eredivisie     | 8     | 0     |
| 1985/86 | NAC  | Eerste divisie | 20    | 2     |
| 1986/87 | NAC  | Eerste divisie | 31    | 0     |
| 1987/88 | NAC  | Eerste divisie | 35    | 2     |
| 1988/89 | NAC  | Eerste divisie | 34    | 1     |
| 1989/90 | NAC  | Eerste divisie | 34    | 1     |
| 1990/91 | NAC  | Eerste divisie | 24    | 1     |
| 1991/92 | NAC  | Eerste divisie | 27    | 2     |
| 1992/93 | NAC  | Eerste divisie | 15    | 0     |
| 1993/94 | NAC  | Eredivisie     | 21    | 0     |
| 1994/95 | NAC  | Eredivisie     | 16    | 0     |